# Педро де Сьєса де Леон
Педро де Сьєса де Леон — мандрівник, військовий та письменник (хроніст), котрий залишив цінні твори про завоювання Перу (і континенту Південна Америка).

## Життєпис
Педро Сьєса де Леон народився в м. Льєрені приблизно в 1518 році; точна дата його народження невідома, оскільки парафіяльні записи в Льєрені почали вести лише в 1524 році. Його батьками були Педро де Леон та Ізабель де Казалья.
Підлітком, у віці лише 17 років (3 червня 1535 року він вирушив із Севільї), відправився до Нового Світу з метою розбагатіти.
Він брав участь у походах капітанів Алонсо де Касереса та Хорхе Робледо на півночі Південної Америки. Сьєса де Леон прибув до Перу в 1547 році з Себастьяном де Беналкасаром, майже в кінці повстання Гонсало Пісарро. Сьєса приєднався до військ Педро де Ла Гаска, який у Сакіксауані розгромив і стратив лідерів повстанців.
1549/1550 роками він подорожував по Перу, збираючи цікаву інформацію, яку використовував для розвитку своєї роботи. 1551 року він повертається до Іспанії та одружується з Ізабель Лопес у Севільї.
Через два роки в Толедо (1553 р.) подарував принцу Філіпу першу частину своєї хроніки, єдину, яку він зміг побачити надрукованою за життя.
У травні 1554 року померла його дружина Ізабель. Через два місяці, 2 липня, Сьєса де Леон помер у віці всього 36 років, страждаючи від серйозної хвороби, через яку він не міг писати. Його поховали в церкві Сан-Вісенте в Севільї разом із дружиною.
Джерела Сьєcи де Леона заслуговують на особливу увагу, оскільки вони розкривають низку спостережень, типових для солдата-хроніста, свідка того, що він оповідає. Своїм елегантним пером він реконструював андське минуле та громадянські війни конкістадорів. Він відвідав пам'ятники в Куско та інших регіонах і ознайомився з інформацією від самих корінних жителів. Хоча він не мав академічної освіти, Сьєcа часто посилається на класичних авторів і володіє живим і впевненим стилем.